# Sport stacking
Le sport stacking (aussi connu sous les noms de cup stacking ou speed stacking) est un sport individuel ou d'équipe d'origine américaine qui consiste à empiler le plus rapidement possible des gobelets (cups) en plastique spécialement conçues à cet effet. Les participants aux compétitions de sport stacking empilent les gobelets selon un schéma prédéfini, en contre-la-montre ou face à un autre joueur. Les séquences sont généralement des   pyramides de trois, six ou dix tasses. Le conseil d'administration fixant les règles est la World Sport Stacking Association (WSSA).

## Histoire
Le sport stacking a été inventé par Wayne Godinet, qui a introduit les premières formations et surnommé le sport Stack Coupe Karango. Peu de temps après, Godinet forme un groupe appelé Cupstack.
Il travaille ensuite avec un professeur d'éducation physique, Bob Fox, avec qui il développe l'activité en formalisant les règles et en fondant la WSSA. Il fonde également une société nommée Speed Stacks. Avec son partenaire Larry Goers, il crée une ligne de produits de sport stacking, dont notamment un système de chronométrage connu sous le nom de StackMat.
Les premières compétitions de sport stacking ont lieu en 1998 à Oceanside, en Californie, et à Denver, au Colorado.
Le sport stacking porte initialement le nom de cup stacking, mais la WSSA change le nom en 2004 afin qu'il soit immédiatement identifié comme un sport de compétition.

## Quelques expressions
- Stacker : personne pratiquant le sport stacking
- Cups : gobelets en plastique pour pratiquer le sport stacking
- Upstack : construction d'une pyramide avec les gobelets
- Downstack : désempilement des gobelets à partir d'une pyramide

## Équipements

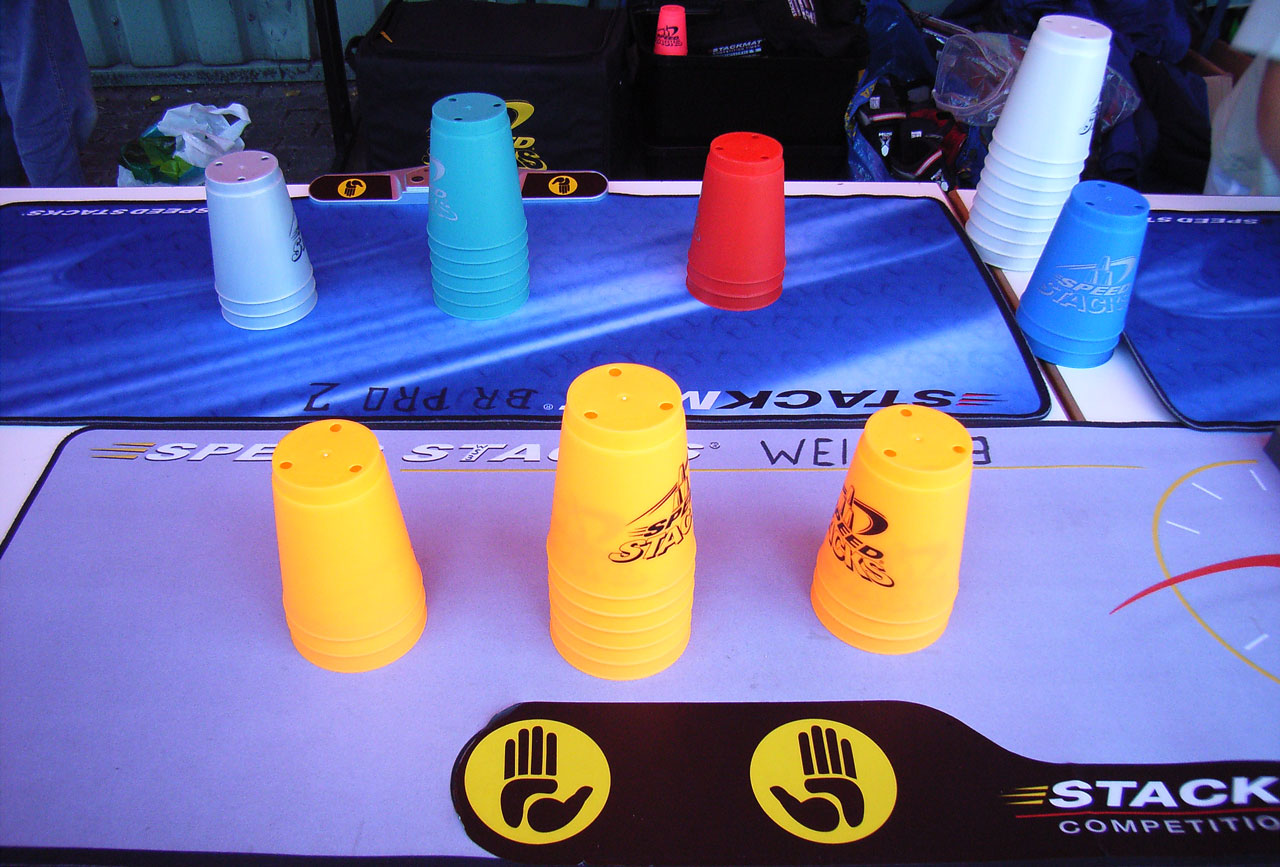
Coupes de Sport stacking.

Le sport stacking ne peut être pratiqué qu'avec des gobelets spécialement conçus. La marque de gobelets officielle approuvée par la WSSA est speed stacks, concurrencée par la marque Flashcups, surtout utilisée en Allemagne, et Crazy Cups, une marque moins onéreuse. Les gobelets sont percés et ont un rebord à l'intérieur, de manière que l'air puisse passer pour qu'ils ne collent pas les uns aux autres. Pour réaliser la figure reine du sport, le Cycle Stack, il faut douze gobelets.

## Bénéfices
Les partisans de ce sport affirment que les joueurs développent l’ambidextrie et leur coordination œil-main. Des recherches scientifiques soutiennent ces affirmations  :
- une étude universitaire par Brian Udermann, actuellement à l'Université du Wisconsin, confirme que le sport stacking améliore la coordination œil-main et le temps de réaction jusqu'à 30 %[5] ;
- une étude EEG menée par Melanie A. Hart. Professeur adjointe à l'Université Texas Tech, soutient l'affirmation selon laquelle le sport stacking fait travailler les deux hémisphères du cerveau. Au cours du travail de la main gauche, l'activité dans l'hémisphère droit était plus grande que la gauche, tandis que pour le travail de la main droite, l'activité de l'hémisphère gauche était plus grande que le droit[6],[7]. Hart n'a cependant pas pu obtenir les mêmes résultats que Udermann lors de l'étude de l'amélioration du temps de réaction[8] ;
- une troisième équipe de l'Université d'État de New York a étudié les effets sur le temps de réaction et confirmé le travail d'Udermann plutôt que celui de Hart, affirmant que « les résultats concordent avec les allégations formulées par Speed Stacks, dans lequel la pratique du Sport Stacking peut améliorer le temps de réaction »[9].

## Règles

### 3-3-3
Uniquement neuf gobelets sont nécessaires, divisés en trois piles de trois gobelets, les gobelets doivent être mis en pyramide, tas par tas, d'un côté jusqu'à un autre et doivent ensuite être ré-empilés en partant du même côté d'où la première pyramide a été construite.

### 3-6-3
Douze gobelets sont nécessaires. Un tas de trois à gauche, un de six au milieu et un de trois à droite. Le principe est le même que pour le 3-3-3, il faut mettre les trois tas en pyramide d'un sens vers un autre, puis les ré-empiler du même sens.

### 6-6
Douze gobelets sont nécessaires, divisés en deux tas de six. Les deux tas doivent être mis en pyramide l'un après l'autre et doivent ensuite être ré-empilés dans le même ordre. La technique utilisée pour le downstack du 6-6 dans le Cycle Stack n'est pas la même que celle utilisée pour le downstack du 6-6 seul.

### 1-10-1
Douze gobelets sont nécessaires. Un à gauche, dix au milieu et un à droite. Il faut faire une pyramide avec les dix gobelets puis les ré-empiler à l'aide des deux gobelets sur le côté de manière à reformer trois tas : 3-6-3.

### Cycle Stack
Douze gobelets sont nécessaires. Il faut tout d'abord effectuer le 3-6-3, puis le 6-6 et finir avec le 1-10-1.

## Records
En 2002, Emily Fox (en) réalise un temps de 7 s 43 au Cycle Stack, l'un des premiers records officiel de ce sport. L'actuel détenteur du record du monde au Cycle Stack est William Orrell avec un temps de 4 s 578.

### Records mondiaux officiels
Les records mondiaux sont validés par la WSSA :
- Cycle Stack : 4 s 578 (William Orrell) ;
- 3-6-3 : 1 s 863 (William Orrell) ;
- 3-3-3 : 1 s 436 (William Orrell) ;
- Double Cycle Stack : 6 s 435 (Son Nguyen et Nicolas Werner) ;
- 3-6-3 Stacks Relay : 12 s 212 (Fantastic Four : William Orrell, William Polly, Zhewei Wu et Chandler Miller).